# زندهر
زندهر سنجابی، روستایی از توابع بخش کوزران شهرستان کرمانشاه در استان کرمانشاه ایران است.اکثریت جمعیت این روستا به صورت فصلی در روستا سکونت دارند.جمعیت این روستا یارسان و از خاندان یادگاری هستند و به زبان کردی  تکلم میکنند.مردم این روستا به کار کشاورزی و دامداری مشغول هستند و مزارع گندم جو و نخود دارند.بعلت نزدیک بودن به کوههای قلعه قاضی و کورکور آب و هوایی سردتر از شهر کرمانشاه دارد.دو رودخانه در روستا جریان دارد که در خشکسالی های اخیر میزان آب آنها کاهش یافته،اما به‌صورت دائم آب آنها جریان دارد.

## جمعیت
این روستا در دهستان هفت‌آشیان قرار دارد و براساس سرشماری مرکز آمار ایران در سال ۱۳۹۵، جمعیت آن ۷۷ نفر (۱۶خانوار) بوده‌است.